# Canaceoides angulatus
Canaceoides angulatus är en tvåvingeart som beskrevs av Wirth 1969. Canaceoides angulatus ingår i släktet Canaceoides och familjen Canacidae. Inga underarter finns listade i Catalogue of Life.